# Lesneven
Lesneven – gmina we Francji, w regionie Bretania, w departamencie Finistère.
Według danych na rok 1990 gminę zamieszkiwało 6250 osób, a gęstość zaludnienia wynosiła 609 osób/km² (wśród 1269 gmin Bretanii Lesneven plasuje się na 59. miejscu pod względem liczby ludności, natomiast pod względem powierzchni na miejscu 826.).
Urodził tu się dyplomata papieski i pierwszy arcybiskup Port-au-Prince Martial-Guillaume-Marie Testard du Cosquer.